# Центр штату Гояс (мезорегіон)
Центр штату Гояс (порт. Mesorregião do Leste Alagoano) — адміністративно-статистичний мезорегіон в Бразилії, входить в штат Гояс. Населення становить 2900 тис. чоловік на 2006 рік. Займає площу 40 836,704 км². Густота населення — 69,7 чол./км².

## Склад мезорегіону
В мезорегіон входять наступні мікрорегіони:
1. Анікунс
2. Анаполіс
3. Серіс
4. Гоянія
5. Іпора

| Бразилія | Це незавершена стаття з географії Бразилії. Ви можете допомогти проєкту, виправивши або дописавши її. |